# Dasylabris maura clausa
Dasylabris maura clausa é uma subespécie de insetos himenópteros, mais especificamente de vespas pertencente à família Mutillidae.
A autoridade científica da subespécie é Lepeletier, tendo sido descrita no ano de 1845.
Trata-se de uma subespécie presente no território português.